# Campeonato (lucha libre)
Un campeonato o título en la lucha libre profesional es un reconocimiento promovido por organizaciones de lucha libre profesional al mejor luchador de su categoría y es representado con un cinturón que exhibe el campeón.
Los reinados del campeonato están determinados por los combates de lucha libre profesional, en los cuales los competidores están involucrados en las rivalidades escritas. Estas narrativas crean feudos entre los diversos competidores, que los consideran como heels (rudos) o faces (técnicos).

## Historia
La lucha libre profesional utiliza la estructura de los deportes de combate del título de combate. Los participantes compiten por un campeonato, y deben defenderlo después de ganarlo. Estos títulos están representados físicamente por un cinturón de campeonato que puede llevar el campeón. En el caso de la lucha de equipo, hay un cinturón para cada miembro del equipo.
Casi todas las promociones de lucha libre profesional tienen un título importante, y algunas tienen más. Los campeonatos son designados por divisiones de peso, territorio, género, estilo de lucha y otras calificaciones.
Por lo general, cada promoción solo reconoce la «legitimidad» de sus propios títulos, aunque se produce una promoción cruzada. Cuando una promoción absorbe o compra otra, los títulos de la promoción difunta pueden continuar siendo defendidos en la nueva promoción o ser desmantelados, generalmente a través de la unificación del campeonato.
Detrás de escena, los bookers en una compañía colocarán el título en el intérprete más logrado, o aquellos que los bookers creen que generarán interés de los fanáticos en términos de asistencia al evento y audiencia televisiva. Los títulos de menor rango también se pueden utilizar en los artistas que muestran potencial, lo que les permite una mayor exposición a la audiencia. Sin embargo, otras circunstancias también pueden determinar el uso de un campeonato. Una combinación del linaje de un campeonato, el calibre de los artistas intérpretes o ejecutantes como campeón, y la frecuencia y la forma de los cambios de título, dicta la percepción del público de la calidad, el significado y la reputación del título.
Los logros del campeonato de un luchador pueden ser fundamentales para su carrera, convirtiéndose en una medida de su capacidad de rendimiento y poder de atracción. Los luchadores más consumados o condecorados tienden a ser reverenciados como leyendas. El luchador estadounidense Ric Flair ha tenido múltiples campeonatos mundiales de peso pesado que abarcan más de tres décadas. El luchador japonés Último Dragón una vez sostuvo y defendió un récord de 10 títulos simultáneamente.

## Estilos de cinturón de campeonato
Los cinturones de campeonato de lucha libre profesional se modelan de manera similar a los cinturones de campeonato en el boxeo y las artes marciales mixtas. Están hechos de placas elaboradamente diseñadas de oro u otros metales preciosos, por lo general llevan el nombre del título y la promoción de lucha libre, y están en una correa de cuero. El color y los diseños varían con cada título y promoción.
Un luchador puede ganar un campeonato sancionado y rediseñar el cinturón. Algunos (como el Spinner Belt de John Cena) se convirtieron luego en el diseño oficial del cinturón. Otros (como Stone Skull Belt de Stone Cold Steve Austin, Edge-R Spinner de Edge, Mexican Heavyweight Championship de Jeff Jarrett y Glow Belt de Naomi) no se usaron después de su reinado de título respectivo.
Aunque es raro, hay casos de campeonatos representados con elementos que no sean cinturones, como trofeos de campeonato, medallas, coronas, etc.

## Campeones lesionados
El destino de un título depende de la condición del campeón y la importancia del título para la promoción (por ejemplo, Gregory Helms celebró el WWE Cruiserweight Championship, a pesar de estar fuera de juego debido a una lesión, porque el Cruiserweight Championship no era un campeonato importante). El campeón puede verse obligado a abandonar su título si la lesión se vuelve demasiado severa y el campeonato es demasiado importante. En mayo de 2015, Daniel Bryan dejó vacante el Campeonato Intercontinental de la WWE debido a una gran conmoción cerebral y, un año antes, tuvo que abandonar el título mundial debido a una cirugía de cuello. Más tarde ese año, Seth Rollins dejó vacante el Campeonato de WWE debido a una lesión en la rodilla.
Sin embargo, un campeón puede conservar su título a pesar de una lesión grave y, a pesar de que el campeonato es bastante importante. En 1998, Shane Douglas mantuvo el Campeonato Mundial Pesado de la ECW mientras estaba fuera de juego. En 2005, Trish Stratus mantuvo el Campeonato Femenino de WWE mientras estuvo fuera con un disco herniado durante cuatro meses. En 2012, CM Punk mantuvo el Campeonato de WWE, el campeonato principal de WWE, mientras se sometía y se recuperaba de una cirugía de rodilla. En 2015, Ryback mantuvo el Campeonato Intercontinental, el campeonato secundario de la empresa, mientras se recuperaba de una infección de rodilla.
Antes de la década de 1980, cuando los partidos por el título eran raros, algunos campeones podían conservar sus títulos incluso cuando estaban lesionados; Bruno Sammartino mantuvo su WWWF World Heavyweight Championship de abril a junio de 1976 a pesar de haber sido lesionado por un golpe de cuerpo fallido de Stan Hansen. En México, esta situación todavía ocurre, pero en Japón es cada vez más rara, ya que se necesitan campeones para estar presentes en giras regulares, incluso cuando los títulos no se defienden.

## Clasificaciones
Los campeonatos de lucha profesional a menudo se dividen en varias clasificaciones diferentes, cada una de las cuales designa diferentes niveles de importancia para los cinturones.

### Campeonato Mundial
El campeonato mundial o campeonato mundial de peso completo es el nombre que se le da al campeonato que se presenta como el más importante de la empresa. El luchador que tiene un campeonato con este nombre se conoce comúnmente como el campeón más importante de la empresa, algunas promociones pueden usar términos sinónimos/alternativos, como el Megacampeonato de Lucha Libre AAA Worldwide o el Campeonato Universal de WWE, el título mundial de la marca SmackDown de WWE.
El primer campeonato mundial de peso pesado reconocido fue el World Heavyweight Wrestling Championship, creado en 1905, coronando al primer campeón George Hackenschmidt quién unificó el American Heavyweight Championship y el European Greco-Roman Heavyweight Championship. El linaje de muchos campeonatos mundiales contemporáneos destacados se remonta a este campeonato original.
También es considerado como Campeonato más importante del CMLL al Campeonato Universal masculino y femenino del CMLL, con la diferencia que se desarrolla una vez al año, en un torneo eliminatorio entre todos los campeones de las distntias categorías de la empresa.
Lista de Campeonatos Mundiales reconocidos por Pro-Wrestling Ilustrated y WrestlingTitles (en negrita los títulos activos).
| Empresa                            | Campeonato Mundial                               | Periodo de actividad     |
| ---------------------------------- | ------------------------------------------------ | ------------------------ |
| All Elite Wrestling                | AEW World Championship                           | 2019-presente            |
| All Japan Pro-Wrestling            | AJPW Triple Crown Heavyweight Championship       | 1989-presente            |
| American Wrestling Association     | AWA World Heavyweight Championship               | 1960–1990                |
| Consejo Mundial de Lucha Libre     | Campeonato Mundial de Peso Completo del CMLL     | 1991-presente            |
| Extreme Championship Wrestling     | ECW World Heavyweight Championship               | 1992–2001, 2006-2010     |
| Global Force Wrestling             | GFW Global Championship                          | 2015-2017                |
| -Independiente-                    | World Heavyweight Wrestling Championship         | 1905-1957                |
| International Wrestling Enterprise | IWA World Heavyweight Championship               | 1968-1981                |
| International Wrestling Enterprise | TWWA World Heavyweight Championship              | 1967-1968                |
| Lucha Libre AAA Worldwide          | Mega Campeonato AAA                              | 2007-presente            |
| Lucha Libre AAA Worldwide          | Campeonato de Campeón de Campeones AAA           | 1996-2005                |
| Lucha Underground                  | Lucha Underground Championship                   | 2014-2018                |
| Major League Wrestling             | MLW World Heavyweight Championship               | 2002-2004, 2018-presente |
| National Wrestling Alliance        | NWA Worlds Heavyweight Championship              | 1948-presente            |
| National Wrestling Association     | NWA World Heavyweight Championship               | 1930-1947                |
| New Japan Pro-Wrestling            | Pro Wrestling World Championship                 | 1972-1972                |
| New Japan Pro-Wrestling            | IWGP Championship                                | 1983-1987                |
| New Japan Pro-Wrestling            | IWGP Heavyweight Championship                    | 1987-2021                |
| New Japan Pro-Wrestling            | IWGP Heavyweight Championship (IGF)              | 2005-2008                |
| New Japan Pro-Wrestling            | IWGP World Heavyweight Championship              | 2021-presente            |
| Pro-Wrestling NOAH                 | GHC Heavyweight Championship                     | 2001-presente            |
| Ring of Honor Wrestling            | ROH World Championship                           | 2002-presente            |
| Total Nonstop Action Wrestling     | TNA World Championship                           | 2007-presente            |
| Total Nonstop Action Wrestling     | TNA World Heavyweight Championship               | 2020-2021                |
| Universal Wrestling Association    | UWA World Heavyweight Championship               | 1977-1995                |
| World Championship Wrestling       | WCW World Heavyweight Championship               | 1991–2001                |
| World Championship Wrestling       | WCW International World Heavyweight Championship | 1993–1994                |
| World Wide Wrestling Association   | WWWA World Heavyweight Championship              | 1963-1963                |
| World Wrestling Entertainment      | WWE Championship                                 | 1963-presente            |
| World Wrestling Entertainment      | WWE Universal Championship                       | 2016-presente            |
| World Wrestling Entertainment      | Undisputed WWE Universal Championship            | 2022-presente            |
| World Wrestling Entertainment      | WWE World Heavyweight Championship               | 2002–2013                |

### Campeonato Mundial Femenino
El campeonato mundial femenino es el campeonato más importante dentro de la división femenina, en algunos casos no posee el nombre World en el título como el WWE Women's Championship, Campeonato Reina de Reinas de AAA, o Impact Knockouts Championship, pero son los campeonatos más importantes de la división femenina.
En Japón existen empresas especializadas en joshi puroresu (término para describir la lucha libre femenina) que son exclusivas para mujeres, de igual manera las empresas masculinas importantes no poseen una división femenina propia pero cuentan con campeonatos desde 2002 en NJPW y 2024 en Pro-Wrestling NOAH.
El original World Women's Wrestling Championship nació en la década de 1890 y desapareció en 1953 donde su linaje continua en el NWA World Women's Champioship (en negrita los títulos activos).
| Empresa                          | Campeonato Mundial                   | Periodo de actividad |
| -------------------------------- | ------------------------------------ | -------------------- |
| All Elite Wrestling              | AEW Women's World Championship       | 2019-presente        |
| All Japan Women's Pro-Wrestling  | WWWA World Single Championship       | 1970-2005            |
| American Wrestling Association   | AWA World Women's Championship       | 1960-1991            |
| Consejo Mundial de Lucha Libre   | Campeonato Mundial Femenil del CMLL  | 1992-presente        |
| Global Force Wrestling           | GFW Women's Championship             | 2015-2017            |
| -Independiente-                  | World Women's Wrestling Championship | 1890-1953            |
| GAEA Japan Women's Pro-Wrestling | AAAW Single Championship             | 1996-2005            |
| Lucha Libre AAA Worldwide        | Campeonato Reina de Reinas AAA       | 1999-presente        |
| National Wrestling Alliance      | NWA World Women's Championship       | 1954-presente        |
| New Japan Pro-Wrestling          | IWGP Women's Championship            | 2022-presente        |
| Pro-Wrestling NOAH               | GHC Women's Championship             | 2024-presente        |
| Ring of Honor Wrestling          | ROH Women's World Championship       | 2021-presente        |
| Ring of Honor Wrestling          | WOH World Championship               | 2018-2019            |
| Total Nonstop Action Wrestling   | TNA Knockouts World Championship     | 2007-presente        |
| Universal Wrestling Association  | UWA World Women's Championship       | 1979-1995            |
| World Championship Wrestling     | WCW Women's Heavyweight Championship | 1996-1997            |
| World Wonder Ring STARDOM        | World of Stardom Champioship         | 2011-presente        |
| World Wrestling Entertainment    | WWE Women's Championship             | 2016-presente        |
| World Wrestling Entertainment    | Women's World Championship           | 2016-presente        |
| World Wrestling Entertainment    | WWE Women's Championship             | 1956-2010            |
| World Wrestling Entertainment    | WWE Divas Championship               | 2008-2016            |

### Campeonato Mundial por Parejas
La lucha libre de parejas son una variante dentro de la lucha libre donde los campeonatos son defendidos por dos luchadores en luchas de parejas comúnmente son representados por 2 cinturones que son los mismos, existen en WWE la Regla Freebird donde se pueden reconocer a tres campeones o más pero solo dos de ellos pueden defender el título.
El primer campeonato llamado World Tag Team Wrestling Championship fue reconocido por National Wrestling Association en 1939 y existió hasta 1949.
Todas las empresas importantes tienen su versión de este campeonato conocidos World Tag Team Championships, aunque también hay otros títulos nacionales o continentales para la división en parejas (en negrita los títulos activos).
| Empresa                            | Campeonato Mundial por Parejas         | Periodo de actividad     |
| ---------------------------------- | -------------------------------------- | ------------------------ |
| All Elite Wrestling                | AEW World Tag Team Championship        | 2019-presente            |
| All Japan Pro-Wrestling            | AJPW World Tag Team Championship       | 1988-presente            |
| American Wrestling Association     | AWA World Tag Team Championship        | 1960–1990                |
| Consejo Mundial de Lucha Libre     | Campeonato Mundial en Parejas del CMLL | 1993-presente            |
| Extreme Championship Wrestling     | ECW World Tag Team Championship        | 1992–2001                |
| Global Force Wrestling             | GFW Tag Team Championship              | 2015-2017                |
| -Independiente-                    | World Tag Team Wrestling Championship  | 1939-1949                |
| International Wrestling Enterprise | IWA World Tag Team Championship        | 1969-1981                |
| International Wrestling Enterprise | TWWA World Tag Team Championship       | 1967-1968                |
| Lucha Libre AAA Worldwide          | Campeonato Mundial en Parejas AAA      | 2007-presente            |
| Major League Wrestling             | MLW World Tag Team Championship        | 2003-2004, 2018-presente |
| National Wrestling Alliance        | NWA World Tag Team Championship        | 1975-presente            |
| New Japan Pro-Wrestling            | IWGP Tag Team Championship             | 1985-presente            |
| Pro-Wrestling NOAH                 | GHC Tag Team Championship              | 2001-presente            |
| Ring of Honor Wrestling            | ROH World Tag Team Championship        | 2002-presente            |
| Total Nonstop Action Wrestling     | TNA World Tag Team Championship        | 2007-presente            |
| Universal Wrestling Association    | UWA World Tag Team Championship        | 1982-1995                |
| World Wide Wrestling Association   | WWWA World Tag Team Championship       | 1963-1964                |
| World Championship Wrestling       | WCW World Tag Team Championship        | 1991–2001                |
| World Wrestling Entertainment      | WWE Raw Tag Team Championship          | 2002-presente            |
| World Wrestling Entertainment      | WWE SmackDown Tag Team Championship    | 2016-presente            |
| World Wrestling Entertainment      | Undisputed WWE Tag Team Championship   | 2022-2024                |
| World Wrestling Entertainment      | WWE World Tag Team Championship        | 1971-2010                |

### Campeonato Mundial Femenino por Parejas
La lucha libre de parejas femenina son una variante dentro de la lucha libre relativamente nueva donde los campeonatos son defendidos por 2 luchadoras en luchas de parejas comúnmente son representados por 2 cinturones que son los mismos.
El primer campeonato de esta categoría no fue independiente y perteneció a la National Wrestling Alliance que luego heredó su linaje a la WWF.
Todas las empresas netamente femenina poseen este título y solo algunas empresas mixtas tienen esta división (en negrita los títulos activos).
| Empresa                          | Campeonato Mundial por Parejas                 | Periodo de actividad |
| -------------------------------- | ---------------------------------------------- | -------------------- |
| All Japan Women's Pro-Wrestling  | WWWA World Tag Team Championship               | 1971-2005            |
| Consejo Mundial de Lucha Libre   | Campeonato Mundial de Parejas Femenil del CMLL | 2023-presente        |
| GAEA Japan Women's Pro-Wrestling | AAAW Tag Team Championship                     | 1996-2005            |
| National Wrestling Alliance      | NWA World Women's Tag Team Championship        | 2021-presente        |
| National Wrestling Alliance      | NWA World Ladies Tag Team Championship         | 1952-1983            |
| Total Nonstop Action Wrestling   | TNA Knockouts World Tag Team Championship      | 2009-presente        |
| Universal Wrestling Association  | UWA World Women's Tag Team Championship        | 1992-1995            |
| World Wonder Ring STARDOM        | Goddess of Stardom Championship                | 2011-presente        |
| World Wrestling Entertainment    | WWE Women's Tag Team Championship              | 2018-presente        |
| World Wrestling Entertainment    | WWF Ladies Tag Team Championship               | 1983-1989            |

### Campeonatos Continentales o Nacionales
Una variación de campeonato muy común. El campeonato por lo general especifica la ubicación en la que se basa la promoción, por ejemplo, el WWE United States Championship. A veces puede especificar más como un estado o territorio específico. También es común ser una división internacional, ejemplos: WWE Intercontinental Championship, NXT North American Championship, WWE United Kingdom Championship, el Campeonato Latinoamericano AAA, IWGP Intercontinental Championship, IWGP United States Championship, WWE European Championship, AEW All-Atlantic Championship. Es muy común que estos campeonatos sean los segundos más prestigiosos en una promoción.

### Campeonatos de Televisión
Son campeonatos secundarios, los cuales tienen como características que son defendidos en la mayoría en shows de TV y cuentan con un límite de tiempo, en donde el campeón retiene si se cumple el tiempo, estos campeonatos comúnmente se denominan World Television Championship ejemplos: WCW World Television Championship, ECW World Television Championship, ROH World Television Championship; aunque también puede tener el nombre de la televisora, ejemplos: AEW TNT Championship, AJPW GAORA TV Championship; también existen Campeonatos Internacionales o Nacionales de TV como el AWA International Television Championship, NWA National Television Championship. 

### Campeonatos Digitales
También conocidos como Campeonatos de Internet, son la versión moderna de los Campeonatos de Televisión, con la diferencia que estos se disputan en su mayoría en las plataformas de transmisión en línea de las empresas, ejemplos: TNA Digital Media Championship, NJPW WORLD TV Championship, y el AJPW.TV Six-Men Tag Team Championship.

### Campeonatos Divisionales
Existen varias divisiones dentro de al lucha libre, ya sea lucha violenta, de rendición, de lucha aérea o lucha de artes marciales mixtas, comúnmente estos campeonatos son los terceros en importancia dentro de una empresa como el WWE Hardcore Championship, WWF World Martial Arts Heavyweight Championship, TNA X-Division Championship, ROH Pure Wrestling Championship, Stardom High Speed Championship.

### Campeonatos con Límite de Peso
Son los campeonatos que se dividen en distintas categorías con límites de peso similares a los de boxeo, artes marciales mixtas u otro deporte de contacto, como por ejemplo WWE Cruiserweight Championship, IWGP Junior Heavyweight Championship, Campeonato Mundial de Peso Medio del CMLL, Campeonato Mundial de Peso Crucero de AAA.

### Campeonatos de Tercias
Este campeonato es ostentado y defendido por 3 luchadores, es muy famoso en empresas de México, aunque empresas de Japón o Estados Unidos también poseen esta clase de títulos, dentro de los títulos por equipos está por debajo en importancia de los campeonatos de parejas, ejemplos son: Campeonato Mundial de Tríos del CMLL, Campeonato Mundial de Tríos de AAA, ROH World Six-Man Tag Team Championship, NEVER Openweight 6-Man Tag Team Championship, Artist of Stardom Championship.

### Campeonatos No-Sancionados
Son campeonatos que no son reconocidos ni oficiales por su empresa de origen, a pesar de ser defendidos en sus shows, estos son creaciones de los luchadores para tener más relevancia, entre los títulos más conocidos están: WWE Million Dollar Championship y ECW / AEW FTW World Heavyweight Championship que han sido defendidos en varias carteleras de sus empresas, también están las versiones "Reales" de varios títulos mundiales como el AEW Real World Championship, ROH Real World Championship, NWA Real World Heavyweight Champion que eran de excampeones mundiales que reclamaban el título original y también existen otros títulos que no tienen linaje como el WWE Internet Championship,  TNA World Beer Drinking Championship, ROH World Inter-Gender Tag Team Championship, WCW MTV Championship entre otros.

## Véase Campeonatos de otras empresas
| Wrestling Estados Unidos                                     | Wrestling Estados Unidos                               |
| Activas                                                      | Extintas                                               |
| ------------------------------------------------------------ | ------------------------------------------------------ |
| Campeonatos de All Elite Wrestling                           | Campeonatos de American Wrestling Association          |
| Campeonatos de Major League Wrestling                        | Campeonatos de Extreme Championship Wrestling          |
| Campeonatos de National Wrestling Alliance                   | Campeonatos de Jim Crockett Promotions                 |
| Campeonatos de Ring of Honor Wrestling                       | Campeonatos de Lucha Underground                       |
| Campeonatos de Total Nonstop Action Wrestling                | Campeonatos de National Wrestling Association          |
| Campeonatos de World Wrestling Entertainment                 | Campeonatos de World Championship Wrestling            |
| Puroresu Japón                                               |                                                        |
| Activas                                                      | Extintas                                               |
| Campeonatos de All Japan Pro-Wrestling                       | Campeonatos de All Japan Women's Pro-Wrestling         |
| Campeonatos de New Japan Pro-Wrestling                       | Campeonatos de GAEA Japan Women's Pro-Wrestling        |
| Campeonatos de Pro-Wrestling NOAH                            | Campeonatos de International Wrestling Enterprise      |
| Campeonatos de World Wonder Ring STARDOM                     | Campeonatos de Japan Pro-Wrestling Association         |
| Lucha Libre México                                           |                                                        |
| Activas                                                      | Extintas                                               |
| Campeonatos de Lucha Libre AAA World Wide                    | Campeonatos de Comisión de Box y Lucha Libre de México |
| Campeonatos del Consejo Mundial de Lucha Libre               | Campeonatos de Universal Wrestling Association         |
| Empresas Independientes                                      |                                                        |
| Campeonatos Mundiales y Americanos Originales de Lucha Libre |                                                        |

## Campeonatos de Empresas Independientes
| Activas                                                     | Activas                                                     | Activas                                                 |
| Estados Unidos                                              | Japón                                                       | México                                                  |
| ----------------------------------------------------------- | ----------------------------------------------------------- | ------------------------------------------------------- |
| Campeonatos de AAW Wrestling Redefined                      | Campeonatos de Actwres girl'Z                               | Campeonatos de Alianza Universal De Lucha Libre         |
| Campeonatos de Allied Independent Wrestling Federations     | Campeonatos de Big Japan Pro-Wrestling                      | Campeonatos de Desastre Total Ultraviolento             |
| Campeonatos de Combat Zone Wrestling                        | Campeonatos de DDT Pro-Wrestling                            | Campeonatos de Federación Universal de Lucha Libre      |
| Campeonatos de F1ght Club Pro-Wrestling                     | Campeonatos de Dragon Gate Japan Pro-Wrestling              | Campeonatos de International Wrestling Revolution Group |
| Campeonatos de Game Changer Wrestling                       | Campeonatos de Dream Star Fighting Marigold                 | Campeonatos de Kaoz Lucha Libre                         |
| Campeonatos de House of Glory Pro-Wrestling                 | Campeonatos de Frontier Martial-Arts Wrestling              | Campeonatos de Nación Lucha Libre                       |
| Campeonatos de Independent Wrestling.TV                     | Campeonatos de Ice Ribbon                                   | Campeonatos de The Crash Lucha Libre                    |
| Campeonatos de Ohio Valley Wrestling                        | Campeonatos de Kaientai Dojo / Action Advance Pro-Wrestling | Campeonatos de Xtreme Latin American Wrestling          |
| Campeonatos de Pro-Wrestling Guerrilla                      | Campeonatos de Ladys Legendary Pro-Wrestling-X              |                                                         |
| Campeonatos de Pro-Wrestling Zero1 USA                      | Campeonatos de Marvelous That's Women Pro-Wrestling         |                                                         |
| Campeonatos de Rise Wrestling                               | Campeonatos de Michinoku Pro-Wrestling                      |                                                         |
| Campeonatos de Shimmer Women Athletes                       | Campeonatos de Osaka Pro-Wrestling                          |                                                         |
| Campeonatos de Shine Wrestling                              | Campeonatos de Oz Academy Women's Pro-Wrestling             |                                                         |
| Campeonatos de United Wrestling Network                     | Campeonatos de Pro-Wrestling Wave                           |                                                         |
| Campeonatos de Women of Wrestling                           | Campeonatos de Pro-Wrestling Zero1                          |                                                         |
| Campeonatos de Xtreme Pro-Wrestling                         | Campeonatos de Pure-J Women's Pro-Wrestling                 |                                                         |
|                                                             | Campeonatos de REINA Joshi Puroresu                         |                                                         |
|                                                             | Campeonatos de Seadlinnng                                   |                                                         |
|                                                             | Campeonatos de Sendai Girls' Pro-Wrestling                  |                                                         |
|                                                             | Campeonatos de Tokyo Joshi Pro-Wrestling                    |                                                         |
|                                                             | Campeonatos de Wrestle Association R / Tenryu Project       |                                                         |
| Reino Unido                                                 | Canadá                                                      | Puerto Rico                                             |
| Campeonatos de All Star Wrestling                           | Campeonatos de Border City Wrestling                        | Campeonatos de Champion Wrestling Association           |
| Campeonatos de Insane Championship Wrestling                | Campeonatos de Elite Canadian Championship Wrestling        | Campeonatos de International Wrestling Association      |
| Campeonatos de International Pro Wrestling: UK              |                                                             | Campeonatos de Latin American Wrestling Entertainment   |
| Campeonatos de Progress Wrestling                           |                                                             | Campeonatos de World Wrestling Council                  |
| Campeonatos de Revolution Pro-Wrestling                     |                                                             | Campeonatos de World Wrestling League                   |
| Campeonatos de World of Sport Wrestling                     |                                                             |                                                         |
| Alemania                                                    | Australia                                                   | China                                                   |
| Campeonatos de Westside Xtreme Wrestling                    | Campeonatos de Australasian Wrestling Federation            | Campeonatos de Oriental Wrestling Entertainment         |
|                                                             | Campeonatos de World Series Wrestling                       |                                                         |
| Extintas                                                    |                                                             |                                                         |
| Estados Unidos                                              | Japón                                                       | México                                                  |
| Campeonatos de American Wrestling Alliance                  | Campeonatos de Dragondoor / Pro-Wrestling El Dorado         | Campeonatos de International Wrestling League           |
| Campeonatos de Continental Wrestling Association            | Campeonatos de Fighting of World Japan                      | Campeonatos de NWA México                               |
| Campeonatos de Global Force Wrestling                       | Campeonatos de Hustle                                       | Campeonatos de Perros del Mal Producciones              |
| Campeonatos de International Wrestling Association          | Campeonatos de Hyper Visual Fighting Arsion                 | Campeonatos de World Wrestling Association              |
| Campeonatos de Lucha Libre USA                              | Campeonatos de International Wrestling Association of Japan |                                                         |
| Campeonatos de National Wrestling Federation                | Campeonatos de IWA Kakuto-Shijuku - IWA Kokusai             |                                                         |
| Campeonatos de Pro-Wrestling International                  | Campeonatos de Japan Woman Pro-Wrestling                    |                                                         |
| Campeonatos de Smoky Mountain Wrestling                     | Campeonatos de J'd Star Women's Pro-Wrestling               |                                                         |
| Campeonatos de United States Wrestling Association          | Campeonatos de Major Girl's Fighting AtoZ                   |                                                         |
| Campeonatos de Universal Wrestling Federation (Bill Watts)  | Campeonatos de Neo Japan Ladies Pro-Wrestling               |                                                         |
| Campeonatos de Universal Wrestling Federation (Herb Abrams) | Campeonatos de Okinawa Pro-Wrestling                        |                                                         |
| Campeonatos de World Class Wrestling Association            | Campeonatos de Super World of Sports                        |                                                         |
| Campeonatos de World Wide Wrestling Association             | Campeonatos de Universal Pro-Wrestling                      |                                                         |
| Campeonatos de World Wrestling Network                      | Campeonatos de Universal Wrestling Federation               |                                                         |
| Campeonatos de Wrestling Society-X                          | Campeonatos de World Entertainment Wrestling                |                                                         |
| Campeonatos de Xcitement Wrestling Federation               | Campeonatos de Wrestle-1                                    |                                                         |
|                                                             | Campeonatos de Wrestling International New Generations      |                                                         |
|                                                             | Campeonatos de Wrestling Marvelous of the Future            |                                                         |